# 唐平
唐平，出生于中国湖南，女歌手，前艷樂隊主唱，周晓鸥前妻，2020年，因參與創立新中國聯邦而成為中華人民共和國持不同政見者。代表作有《香港，我们的耶路撒冷》 、《喜马拉雅 自由之巅》、《自由》等。